# 柚月裕子
柚月 裕子（ゆづき ゆうこ、1968年〈昭和43年〉5月12日 - ）は、日本の小説家・推理作家。岩手県釜石市出身。山形県山形市在住。釜石応援ふるさと大使。

## 来歴
岩手県釜石市出身。小学2年生から5年生までを盛岡市で過ごし、盛岡市立山岸小学校で学んだ。子どもの頃は転勤族で小学校を3回変わるなど、岩手県内をあちこち転校していたという。少女時代からシャーロック・ホームズシリーズに親しむ。成人するまで岩手県で過ごし、高校卒業後は父親の転勤にともない山形県山形市へ転居。21歳で結婚し、ほどなく転勤で岩手に戻った両親をよそに同地へ定住して、2児を設ける。
子育てが一段落したときに、山形市にて池上冬樹が世話人を務める「小説家になろう講座」（現：山形小説家・ライター講座）の開催を知り、講師を務めるベテラン作家や編集者の話が聞きたいと講座へ通い始めた。同時期、地元タウン誌の手伝いで取材原稿を執筆して自身の文章が読まれる喜びを知り、自分が思ったことを表現できる小説の執筆を開始する。講師の志水辰夫は、初めて講座へ提出された柚月の短編の可能性を指摘。この出来事を経て、地元・山形新聞社主催の「山新文学賞」への応募を決意し、2007年、「待ち人」が同賞に入選する。この受賞が自信となり、2008年、40歳の時に『臨床真理』で第7回『このミステリーがすごい!』大賞の大賞を受賞し、作家としてデビュー。
2013年、『検事の本懐』にて第15回大藪春彦賞を受賞。2016年、『孤狼の血』シリーズ3部作の第1作『孤狼の血』で4回目のノミネートだった第69回日本推理作家協会賞を受賞。同作品は2018年に映画化された。公開後の5月21日付けオリコン週間文庫ランキングでは同名原作小説が15位から9位にランクアップし、柚月にとって初のトップ10入りを果たした。また、シリーズ第2作『凶犬の眼』をベースとした映画の続編制作が発表された。『岩手日報』にて2018年2月から2019年1月に連載した『孤狼の血』シリーズ3部作の完結編となる『暴虎の牙』の連載が『夕刊フジ』で2018年10月1日から開始された。

## 人物
- 子どものころから男の世界といわれる物語を好む[17]。初恋の人は映画『セーラー服と機関銃』で目高組の若頭を演じた渡瀬恒彦[15]。
- 『仁義なき戦い』や『県警対組織暴力』の大ファン[17][18]。柚月は、両作品の舞台である広島を「事件が起きるべくして起きる土地」ととらえている。『孤狼の血』にも暴力団が登場するため、リアリティを出すために広島を舞台とした[3]。また、代表作である佐方貞人シリーズ[18]でも主人公の佐方を広島出身に設定している[17]。
- 横山秀夫は尊敬する作家の一人である。自身の著書『最後の証人』刊行時、帯へ推薦文を書いてもらえたことに感動したという[7]。
- 趣味はトールペイント[注 1]やソーイング[19]。
- 家族は夫と1男1女[15]。ヒマラヤンとチンチラゴールデンのメス猫2匹を飼っている[20]。
- 父の離婚と再婚にともなって、幼少期は生母と、のちに義母と暮らした。28歳のとき、生母ががんにより56歳で死去[5]。また東日本大震災による津波で岩手県宮古市の実家が流され父と義母を亡くしている[10]。

## 受賞・候補歴
太字が受賞したもの
- 2007年 - 『待ち人』で山新文学賞入選・天賞受賞[21]（山形県の地元紙、山形新聞の文学賞）。
- 2008年 - 『臨床真理』で第7回『このミステリーがすごい!』大賞受賞[9]。
- 2012年 - 『検事の本懐』で第25回山本周五郎賞候補[22]。2013年、同作で第15回大藪春彦賞受賞[23]。
- 2016年 - 『孤狼の血』で第154回直木三十五賞候補[24]、第37回吉川英治文学新人賞候補[25]、第69回日本推理作家協会賞（長編及び連作短編集部門）[26]、2017年度の第11回啓文堂書店 文庫大賞を受賞[27]。
- 2017年 - 『慈雨』で本の雑誌が選ぶ2016年度ベスト10第1位[28]。
- 2017年 - 『盤上の向日葵』で第8回山田風太郎賞候補[29]。2018年、同作で第15回本屋大賞2位[15][30]。2018年、同作により第30回将棋ペンクラブ大賞・文芸部門：優秀賞を受賞[31]。
- 2019年 - 『朽ちないサクラ』で第5回徳間文庫大賞受賞[32]。
- 2020年 - 『暴虎の牙』で第33回山本周五郎賞候補[33]、第11回山田風太郎賞候補[34]。2021年、同作で第11回広島本大賞候補[35]。
- 2022年 - 『ミカエルの鼓動』で第166回直木賞候補[36]。
- 2025年 - 『逃亡者は北へ向かう』で第173回直木賞候補[37]。

## 作品リスト

### 単著

#### 佐方貞人シリーズ
- 最後の証人（2010年5月 宝島社 / 2011年6月 宝島社文庫 / 2018年6月 角川文庫）
- 検事の本懐（2011年11月 宝島社 / 2012年11月 宝島社文庫 / 2018年7月 角川文庫）
  - 収録作品：樹を見る / 罪を押す / 恩を返す / 拳を握る / 本懐を知る
- 検事の死命（2013年9月 宝島社 / 2014年10月 宝島社文庫 / 2018年8月 角川文庫）
  - 収録作品：心を掬う / 業をおろす / 死命を賭ける / 死命を決する
- 検事の信義（2019年4月 KADOKAWA / 2021年10月 角川文庫）
  - 収録作品：裁きを望む / 恨みを刻む / 正義を質す / 信義を守る

#### 「孤狼の血」シリーズ
- 孤狼の血（2015年8月 KADOKAWA / 2017年8月 角川文庫）
- 凶犬の眼（2018年3月 KADOKAWA / 2020年3月 角川文庫）
- 暴虎の牙（2020年3月 KADOKAWA / 2023年1月 角川文庫【上・下】）

#### 「サクラ」シリーズ
- 朽ちないサクラ（2015年2月 徳間書店 / 2018年3月 徳間文庫）
- 月下のサクラ（2021年5月 徳間書店 / 2024年2月 徳間文庫）

#### 合理的にあり得ない
- 合理的にあり得ない 上水流涼子の解明（2017年2月 講談社 / 2020年5月 講談社文庫）
  - 収録作品：確率的にあり得ない / 合理的にあり得ない / 戦術的にあり得ない / 心情的にあり得ない / 心理的にあり得ない
- 合理的にあり得ない2 上水流涼子の究明（2023年3月 講談社）
  - 収録作品：物理的にあり得ない / 倫理的にあり得ない / 立場的にあり得ない

#### その他の小説
- 臨床真理（2009年1月 宝島社 / 2010年3月 宝島社文庫【上・下】 / 2019年9月 角川文庫）
- 蟻の菜園〜アントガーデン〜（2014年8月 宝島社 / 2015年8月 宝島社文庫 / 2019年6月 角川文庫）
- パレートの誤算（2014年10月 祥伝社 / 2017年4月 祥伝社文庫）
- ウツボカズラの甘い息（2015年5月 幻冬舎 / 2018年10月 幻冬舎文庫）
- あしたの君へ（2016年7月 文藝春秋 / 2019年11月 文春文庫）
  - 収録作品：背負う者 / 抱かれる者 / 縋る者 / 責める者 / 迷う者（「旅立つ者」より改題）
- 慈雨（2016年10月 集英社 / 2019年4月 集英社文庫）
- 盤上の向日葵（2017年8月 中央公論新社 / 2020年9月 中公文庫【上・下】）
- ミカエルの鼓動（2021年10月 文藝春秋）
- チョウセンアサガオの咲く夏（2022年4月 KADOKAWA / 2024年4月 角川文庫）※短編集
  - 収録作品：チョウセンアサガオの咲く夏 / 泣き虫の鈴 / サクラ・サクラ / お薬増やしておきますね / 初孫 / 原稿取り / 愛しのルナ / 泣く猫 / 影にそう / 黙れおそ松 / ヒーロー
- 教誨（2022年11月 小学館)
- 風に立つ（2024年1月 中央公論新社）
- 逃亡者は北へ向かう（2025年2月 新潮社）[38]

#### エッセイ
- ふたつの時間、ふたりの自分（2023年10月 文春文庫）

### アンソロジー
「」内が柚月裕子の作品
- 『このミステリーがすごい!』大賞10周年記念 10分間ミステリー（2012年2月 宝島社文庫）「サクラ・サクラ」
- しあわせなミステリー（2012年4月 宝島社）「心を掬う」
  - 【改題】ほっこりミステリー（2014年3月 宝島社文庫）
- 5分で読める！ ひと駅ストーリー 降車編（2012年12月 宝島社文庫）「原稿取り」
- ザ・ベストミステリーズ 2013 推理小説年鑑（2013年4月 講談社）「心を掬う」
  - 【分冊・改題】Symphony 漆黒の協奏曲 ミステリー傑作選（2016年4月 講談社文庫）
- もっとすごい！ 10分間ミステリー（2013年5月 宝島社文庫）「お薬増やしておきますね」
- 5分で読める！ ひと駅ストーリー 夏の記憶 東口編（2013年7月 宝島社文庫）「チョウセンアサガオの咲く夏」
- 短篇ベストコレクション 現代の小説2014（2014年6月 徳間文庫）「泣き虫の鈴」
- 5分で読める！ 怖いはなし（2014年6月 宝島社文庫）「初孫」
- 5分で読める！ ひと駅ストーリー 猫の物語（2014年9月 宝島社文庫）「愛しのルナ」
- 5分で泣ける！ 胸がいっぱいになる物語（2015年3月 宝島社文庫）「サクラ・サクラ」
- 5分で凍る！ ぞっとする怖い話（2015年5月 宝島社文庫）「チョウセンアサガオの咲く夏」「愛しのルナ」
- 5分で読める！ ひと駅ストーリー 旅の話（2015年12月 宝島社文庫）「影にそう」
- 5分で笑える！ おバカで愉快な物語（2016年3月 宝島社文庫）「原稿取り」
- 5分で驚く！ どんでん返しの物語（2016年6月 宝島社文庫）「チョウセンアサガオの咲く夏」
- 10分間ミステリー THE BEST（2016年9月 宝島社文庫）「サクラ・サクラ」
- 警察アンソロジー 所轄（2016年10月 ハルキ文庫）「恨みを刻む」
- 悪意の迷路（2016年11月 光文社 / 2019年5月 光文社文庫）「背負う者」
- 猫が見ていた（2017年7月 文春文庫）「泣く猫」
- 推理作家謎友録 日本推理作家協会70周年記念エッセイ（2017年8月 角川文庫）※エッセイアンソロジー
- 短編ホテル（2021年9月 集英社文庫）「サンセールホテル」
- 警官の道（2021年12月 KADOKAWA / 2023年12月 角川文庫）「聖」

### 単著未収録作品
- サンセールホテル（集英社『Web集英社文庫』2021年配信）
- 聖（KADOKAWA『警官の道』2021年12月） - 「孤狼の血」シリーズ

## 映像化作品

### 映画
- 孤狼の血（2018年5月12日公開、配給：東映、監督：白石和彌、主演：役所広司）[11]
- 孤狼の血 LEVEL2（2021年8月20日公開、配給：東映、監督：白石和彌、主演：松坂桃李） - 映画オリジナルストーリー、柚月もクラブのママ役で出演[39]
- 朽ちないサクラ（2024年6月21日公開、配給：カルチュア・パブリッシャーズ、監督：原廣利、主演：杉咲花）[40]

### テレビドラマ
- 佐方貞人シリーズ（テレビ朝日系、主演：上川隆也）
  - 最後の証人（2015年1月24日）
  - 検事の死命（2016年1月17日）
  - 検事の本懐（2016年12月3日）[41]
  - 検事・佐方〜裁きを望む〜（2019年12月26日、原作：裁きを望む『検事の信義』所収）[42]
  - 検事・佐方〜恨みを刻む〜（2020年9月6日、原作：恨みを刻む『検事の信義』所収）[43]
- 盤上の向日葵（2019年9月8日 - 9月29日、全4話、NHK BSプレミアム「プレミアムドラマ」枠、主演：千葉雄大）[44]
- パレートの誤算 〜ケースワーカー殺人事件（2020年3月7日 - 4月4日、全5話、WOWOW「連続ドラマW」枠、主演：橋本愛、原作：パレートの誤算）
- 合理的にあり得ない〜探偵・上水流涼子の解明〜（2023年4月17日 - 6月26日、全11話、カンテレ・フジテレビ系「月曜夜10時枠の連続ドラマ」枠、主演：天海祐希、原作：合理的にあり得ない 上水流涼子の解明）[45]

## メディア出演
- 宮崎美子のすずらん本屋堂（2013年2月5日、BSイレブン）
- ネコメンタリー 猫も、杓子も。「柚月裕子とメルとピノ」（2018年8月13日、NHK Eテレ） - 朗読：松岡茉優[20]

## DVD
- ネコメンタリー 猫も、杓子も。（2019年4月17日 ポニーキャニオン PCBE-55989）「柚月裕子とメルとピノ」を収録。特典映像「もっとネコメンタリー」(未公開映像）